# Cantonul Istres-Nord
Cantonul Istres-Nord este un canton din arondismentul Istres, departamentul Bouches-du-Rhône, regiunea Provence-Alpes-Côte d'Azur, Franța.

## Comune
- Istres (parțial, reședință)
- Miramas